# Voyenne
Voyenne är en kommun i departementet Aisne i regionen Hauts-de-France i norra Frankrike. Kommunen ligger  i kantonen Marle som ligger i arrondissementet Laon. År 2022 hade Voyenne 309 invånare.

## Befolkningsutveckling
Antalet invånare i kommunen Voyenne
Referens: INSEE